# Dom Prowincjalny Zgromadzenia Sióstr św. Elżbiety w Poznaniu
Dom Prowincjalny Zgromadzenia Sióstr św. Elżbiety w Poznaniu – dom prowincjalny zlokalizowany przy ul. Łąkowej (Piaski) na obszarze centrum Poznania. Pierwotnie dom zakonny i szpital Zgromadzenia Sióstr Szarych św. Elżbiety, od 1968 noszącego nazwę Zgromadzenia Sióstr św. Elżbiety, inaczej „Zakład Dobroczynny św. Elżbiety” pod wezwaniem Matki Boskiej Nieustającej Pomocy, nazywany także „Sanatorium św. Elżbiety”. Wpisany do rejestru zabytków pod nr. A 216 z datą 21 marca 1979 roku.

## Historia
Siostry należące do Zgromadzenia Sióstr św. Elżbiety przybyły do Poznania w 1871 roku. W listopadzie 1883 matka przełożona Kazimiera Hein nabyła plac przy ul. Łąkowej, przeznaczając go pod budowę domu mieszkalnego dla sióstr. W tym samym roku rozpoczęto jego budowę przy ul. Łąkowej 1/2. Gmach oddany został do użytkowania w 1885 roku. Został wzniesiony według projektu architekta Franza Negendanka.   
W 1908 roku nowa matka przełożona, Jolanda Ostrowska, podjęła decyzję o dobudowaniu do istniejącego domu zakonnego budynku szpitala. Budowę ukończono w 1909 roku i 1 października tegoż roku otwarto szpital. Projekt szpitala wykonał architekt Kazimierz Ruciński, który wieńcząc dach budynku od strony ul. Łąkowej strzelistymi szczytami oraz smukłą wieżyczką nad klatką schodową mieszcząca także windę, nadał mu charakterystyczny wygląd. Dom zakonny, jak i gmach szpitala wzniesiono w stylu łączącym elementy neogotyckie i neorenesansowe. Fasady zdobią wzory układane z cegły ceramicznej. Obiekt szybko okazał się niewystarczający, ze względu na rosnącą liczbę pensjonariuszy. Rozbudowano go w latach 1910–1913.  
Podczas I wojny światowej, Niemcy zamienili „Sanatorium św. Elżbiety” w szpital wojskowy (Festungslazarett Nr. 15).  
W 1930 roku powstała ostatnia część kompleksu szpitalnego Elżbietanek. Był nim budynek od strony drogi biegnącej do kościoła Bożego Ciała, tworzący wschodnie skrzydło zabudowań, przebudowany według projektu architekta Jerzego Tuszowskiego.  
W 1943 roku Niemcy zmienili nazwę szpitala na Bertha Spitzer Krankenhaus. Opuszczając dom i szpital Elżbietanek, 22 stycznia 1945 roku, wywieźli kilkunastoma ciężarówkami zrabowane wyposażenie szpitalne. 3 lutego 1945 opustoszały budynek zajęło wojsko radzieckie, ale już miesiąc później szpital przejęło Wojsko Polskie. Po kilku dniach ustąpiło ono jednak miejsca żołnierzom radzieckim, którzy przebywali w gmachu przy ul. Łąkowej do 19 listopada 1945. Po zakończeniu II wojny światowej szpital odebrano zakonnicom i upaństwowiono.  
W styczniu 1946 roku uruchomiono placówkę ponownie, jako szpital miejski. 10 października 1949 obiekt przejął Zarząd Miejski (potem jako Prezydium Miejskiej Rady Narodowej) w Poznaniu, w bezpłatne użytkowanie. W październiku 1950 szpital przejął Wojewódzki Urząd Bezpieczeństwa Publicznego do wyłącznego użytku. Urządzenia szpitalne rozwieziono do innych szpitali poznańskich. Siostry przeniesiono do szpitala (pierwotnie klasztoru) przy ul. Samuela Engla (obecnie ul. Niegolewskich). Po likwidacji Urzędu Bezpieczeństwa w 1954 roku właścicielem szpitala stało się na ponad 20 lat Ministerstwo Spraw Wewnętrznych.  
W styczniu 1977 roku szpital został przejęty przez poznańską Akademię Medyczną, która utworzyła w budynku klinikę onkologii. Budynek szpitala został zwrócony siostrom zakonnym w 2012 roku. Jego stan techniczny nie pozwalał na dalsze funkcjonowanie w nim szpitala.

## Opis
W placówce zastosowano szereg innowacyjnych rozwiązań podpatrzonych w krajach Europy Zachodniej, takich jak: wybrukowanie dębową kostką ulicy przyszpitalnej, co miało zapewnić chorym ciszę, zainstalowanie centralnego ogrzewania z własną kotłownią, montaż oświetlenia gazowego, radiofonii i centrali telefonicznej, odpowiednie wyposażenie działu fizykoterapii. Dopełnieniem tych standardów była winda do przewozu pacjentów, pralnia mechaniczna, własna piekarnia, a także sale chorych z oknami wychodzącymi na południe i podłogami pokrytymi linoleum oraz wyciągi kuchenne umożliwiające szybki transport posiłków na oddziały szpitalne.

## Galeria

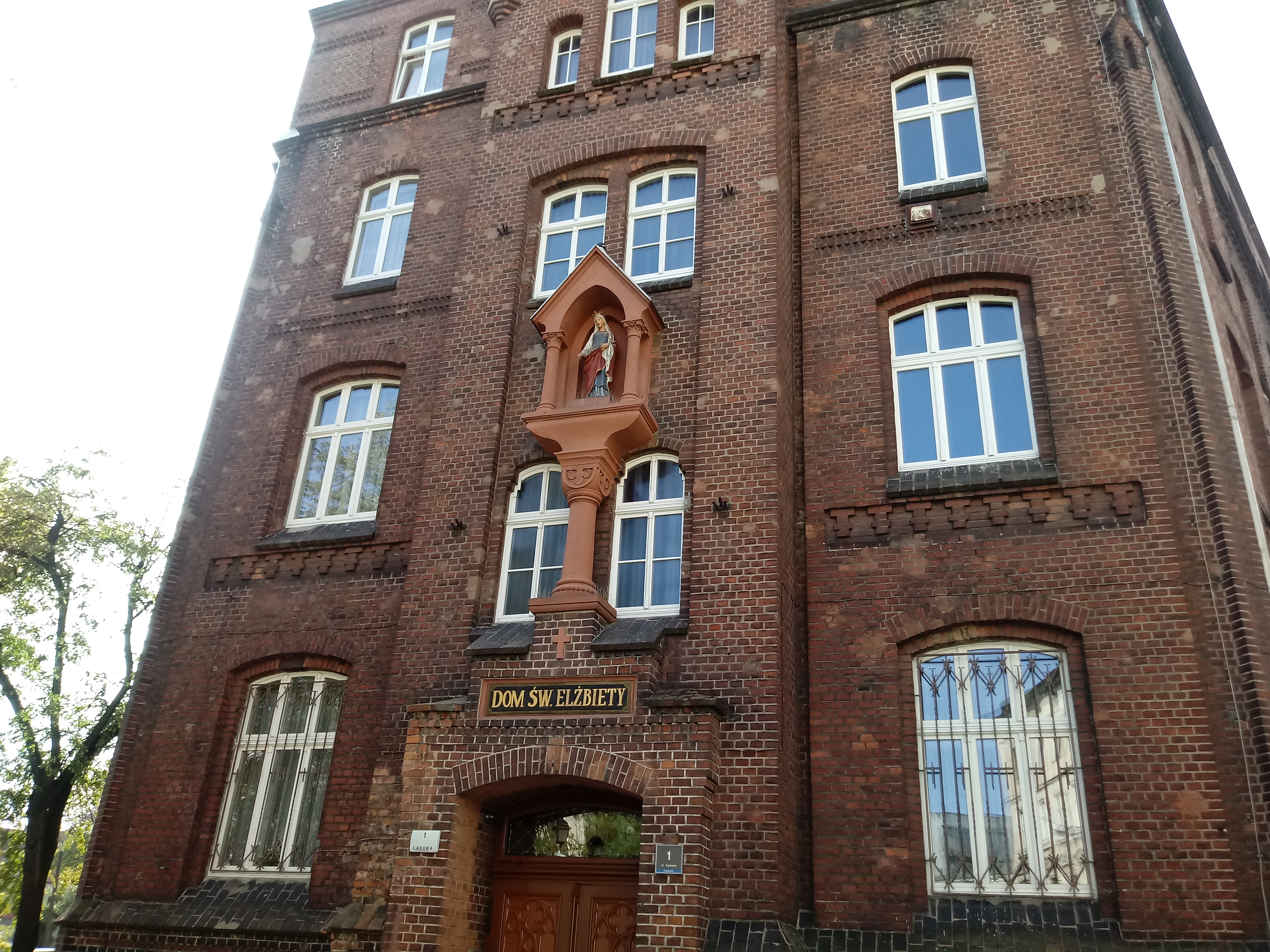
Kapliczka nad wejściem głównym
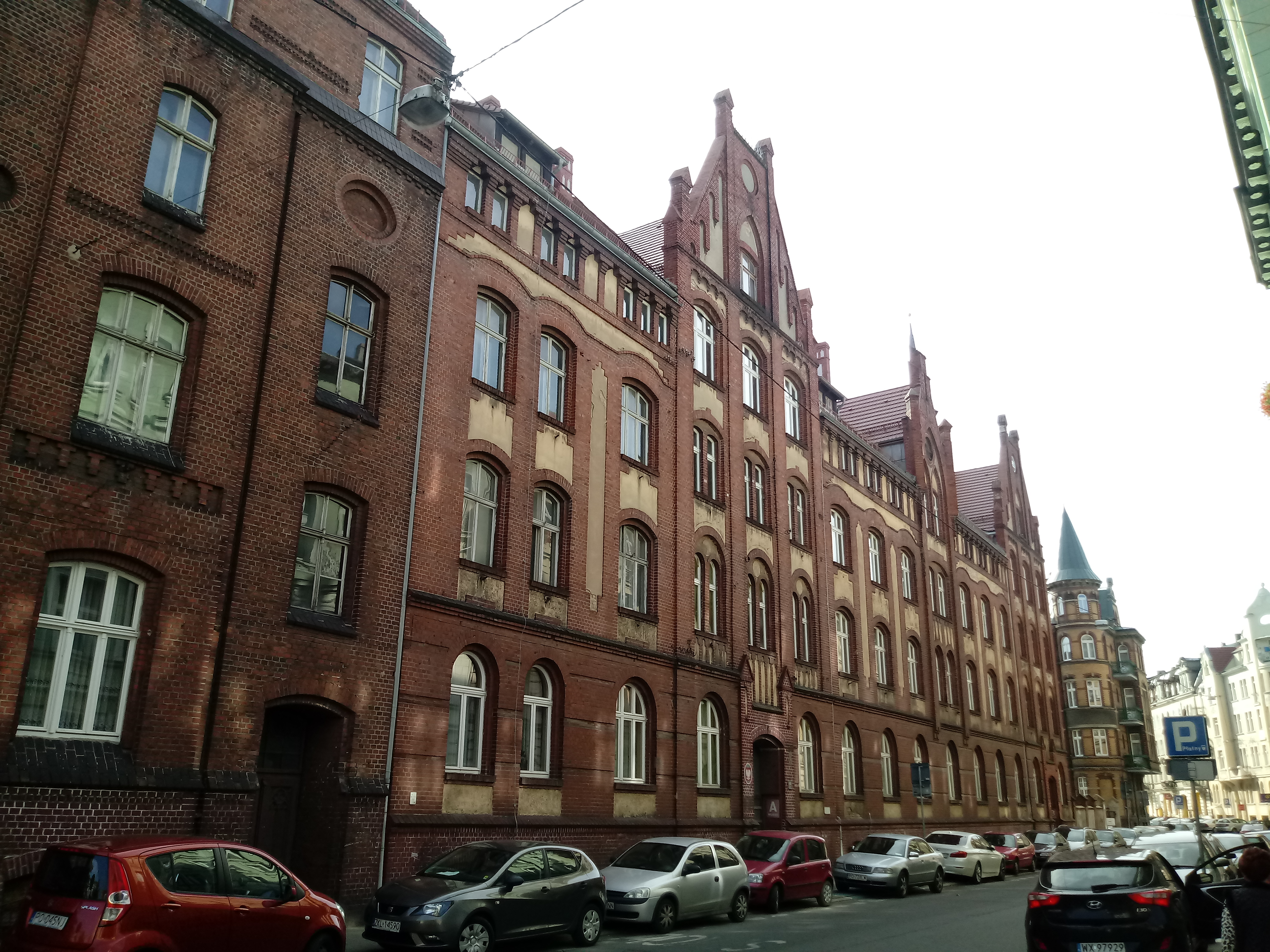
Skrzydło budynku szpitala od strony ul. Łąkowej